# Deledda (traghetto)
Il Deledda era una nave traghetto della classe Poeta, in servizio per la Tirrenia di Navigazione dal 1978 al 1994.

## Contesto
Gli anni '70 videro un forte incremento del traffico verso le isole maggiori. La Tirrenia, che aveva già messo in servizio tra 1970 e 1971 sei traghetti passeggeri della Classe Poeta e programmava la costruzione di altre navi (le unità della futura Classe Strade Romane), decise di anticipare la messa in servizio di due traghetti, facendoli realizzare seguendo lo stesso progetto della Classe Poeta. L'ordine delle due nuove unità fu ufficialmente assegnato all'Italcantieri di Castellammare di Stabia il 24 dicembre 1975.

## Caratteristiche
Il Deledda poteva trasportare fino a 1200 passeggeri, per i quali erano disponibili 66 cabine di prima classe (con 158 posti letto in totale), 91 cabine di seconda classe (per un totale di 332 letti) e quattro sale poltrone, con un totale di 176 posti. Gli spazi comuni per i passeggeri comprendevano un cinema con 150 posti, un soggiorno con bar e due tavole calde (una delle quali fu in seguito convertita in ristorante). Il lido e la piscina presenti a poppa sulle precedenti unità della stessa classe furono sostituiti da una tuga contenente una sala poltrone; gli alloggi dell'equipaggio, precedentemente posizionati nel ponte copertino (sotto il garage principale), furono spostati a un ponte più alto, venendo sostituiti da cabine di seconda classe. Disponeva di due garage, uno sul ponte superiore con una capienza di 70 automobili e uno sul ponte principale, che poteva contenere 180 automobili o 41 semirimorchi e 10 automobili. 
Il Deledda, così come la gemella Verga, si differenziava dalle prime sei unità della classe anche per una diversa motorizzazione, che garantiva una maggiore potenza. I motori a due tempi montati sulle unità precedenti furono sostituiti da due motori a quattro tempi semiveloci della Grandi Motori Trieste, collegati agli assi elica con dei riduttori. I motori raggiungevano una potenza complessiva di 19 200 cavalli, consengendo alla nave di raggiungere una velocità di servizio di 21 nodi.
Fu una delle tre unità della classe, insieme al Verga e alla Leopardi, a non subire l'intervento di innalzamento che interessò gli altri traghetti della serie.

## Servizio
Il Deledda fu impostato sullo scalo del cantiere navale di Castellammare di Stabia il 20 settembre 1976 e fu varato il 26 maggio 1977. Svolse le prove in mare tra il 6 e l'8 giugno 1978 ed entrò in servizio il 1 luglio 1978 sulla rotta Civitavecchia - Olbia, sulla quale sostituì insieme alla gemella Verga le unità della classe Città.. Il 12 dicembre 1980 sul Deledda, fermo nel porto di Napoli per alcuni interventi di manutenzione, si sviluppò un violento incendio, che interessò principalmente gli alloggi dell'equipaggio e le cabine poste sul ponte superiore. La nave si sbandò pericolosamente per via della grande quantità d'acqua lanciata sui ponti superiori per spegnere l'incendio, che fu domato anche grazie all'aiuto di quattro unità della Marina statunitense.
La nave fu sottoposta ai necessari lavori di riparazione presso gli Stabilimenti dei Bacini di Napoli tra febbraio e giugno 1981, riprendendo in seguito regolare servizio. Nel dicembre 1994 la Deledda fu venduta alla compagnia di navigazione cinese Zhong Yank Shipping and Co. ltd e ribattezzata Zhong Yuan. Nei primi mesi del 2008 fu demolita nei cantieri di Chittagong, in Bangladesh.

## Navi gemelle
- Boccaccio
- Carducci
- Pascoli
- Leopardi
- Petrarca
- Manzoni
- Verga